# Said Tarkil
Said Rodionovič Tarkil (abchazsky Саид Радион-иԥа Ҭаркил; 15. května 1951, Gudauta) je abchazský komunistický politik. Jako první zaujímal pozici ministra zahraničních věcí Abcházie, stalo se tak v době války v Abcházii (1992—1993).

## Život
Said Tarkil se narodil dne 15. května 1951 v Gudautě v Abchazské ASSR. Do školy chodil v Suchumi na tamní 10. střední školu Nestora Lakoby, kterou absolvoval v roce 1968. V roce 1974 dokončil své vzdělání na Rostovské státní univerzitě, kde studoval práva na tamní právnické fakultě.

### Kariéra v komsomolu
Po návratu do Abcházie pracoval rok na ministerstvu spravedlnosti Abchazské ASSR, kde působil jako konzultant přes právní otázky.
V roce 1975 byl povýšen na pozici vedoucího konzultanta a zároveň vstoupil do komsomolu, kde přijal místo tajemníka závodního výboru ve firmě Suchumpribor. O rok později byl potvrzen do funkce vedoucího všech organizací spravovaných komsomolem v okresu Suchumi a byl zároveň jmenován druhým tajemníkem suchumského okresního výboru komsomolu, kde působil rok. V roce 1978 se přesunul do abchazského oblastního výboru komsomolu, kde přijal místo vedoucího sekce pro agitaci a pro pořádání masových kulturních akcí. V roce 1979 se vrátil na okresní úroveň, když se stal prvním tajemníkem gudautského okresního výboru komsomolu.
Poté byl v roce 1980 ve strukturách komsomolu zaměstnán jako vedoucí právního oddělení a zároveň dostal místo zástupce informačního oddělení Ústředního výboru komsomolu Gruzínské SSR. Zde působil dva roky, poté se přesunul do stranických struktur.

### Politická kariéra v sovětské Abcházii
V lednu 1982 získal svou první plnohodnotnou politickou funkci, když byl zvolen předsedou Gudautského okresního výkonného výboru, kde absolvoval celý pětiletý mandát. V roce 1987 se přesunul do Ústředního výboru Komunistické strany Gruzie, v němž zaujal post inspektora oddělení organizační a stranické činnosti.
O rok později hned v lednu byl jmenován Prvním tajemníkem Abchazského oblastního výboru Komunistické strany Sovětského svazu, avšak ještě v témže roce byl na zasedání pléna oblastního výboru z této funkce odvolán a převeden na jinou práci. Dostal totiž místo vedoucího oddělení pro práci s krajany žijícími v zahraničí, která spadala pod prezídium Nejvyššího sovětu Abchazské ASSR.
V roce 1990 znovu nastoupil na školu a šel studovat diplomacii na Diplomatickou akademii ministerstva zahraničních věcí SSSR. Studium však z důvodů blížícího se rozpadu SSSR a stupňujících se konfliktů mezi Abchazy a Gruzíny nedokončil a vrátil se ani ne po roce z Moskvy zpět do Abcházie. V roce 1991 kandidoval v prvních demokratických volbách v SSSR do Nejvyššího sovětu Abchazské ASSR a byl zvolen poslancem.

### Politická kariéra v nezávislé Abcházii
Když v roce 1992 vypukla Válka v Abcházii, přidal se Said Tarkil na stranu abchazských separatistů, působil jako předseda parlamentního výboru pro zahraničí a zároveň v průběhu roku 1993 přijal místo ministra zahraničí v nově založeném ministerstvu zahraničních věcí Abcházie. Do této funkce byl jmenován 17. května 1993 a působil zde necelých půl roku, až do 23. září 1993 v předvečer vítězství ve válce s Gruzií.
Po skončení bojů se v roce 1994 vrátil do Gudauty, kde byl prvním abchazským prezidentem Vladislavem Ardzinbou jmenován předsedou okresu Gudauta, kde vydržel pět let. V roce 1999 opustil politiku a poprvé za svou kariéru se přesunul do nepolitické sféry. Stal se ředitelem Ricinského národního parku, kde setrval až do důchodu.
15. května 2013 byla Tarkilovi udělena medaile Ministerstva zahraničních věcí "Za zásluhy".